# 東京都主税局
東京都主税局（とうきょうとしゅぜいきょく、英語: Tokyo Metropolitan Government Bureau of Taxation）は、東京都組織条例により東京都に置かれる知事部局の一つ。

## 分掌事務
1. 都税及び都税に係る税外収入に関すること。
2. 地方譲与税に関すること。

## 概要
東京都の収入の約4分の3を占める都税について、税制の企画・課税・徴収を行っている。本来は市町村税である住民税の法人分、固定資産税、都市計画税なども23区内においては都税となるため、都の税務関係の組織は他の道府県と比較してもかなり大きなものとなっている。外形標準課税、差し押さえ物品のネットオークションでの公売、ホテル等の宿泊客を対象に課税する宿泊税や、いわゆる「駅ナカ」の固定資産評価の見直しの発案等を先駆けて実施し、国や他の自治体に影響を与えた政策も多い。

## 組織
- 局長
  - 総務部
    - 総務課、職員課、経理課、システム管理課

  - 税制部
    - 税制課、税制調査課、歳入課、評価審査課

  - 課税部

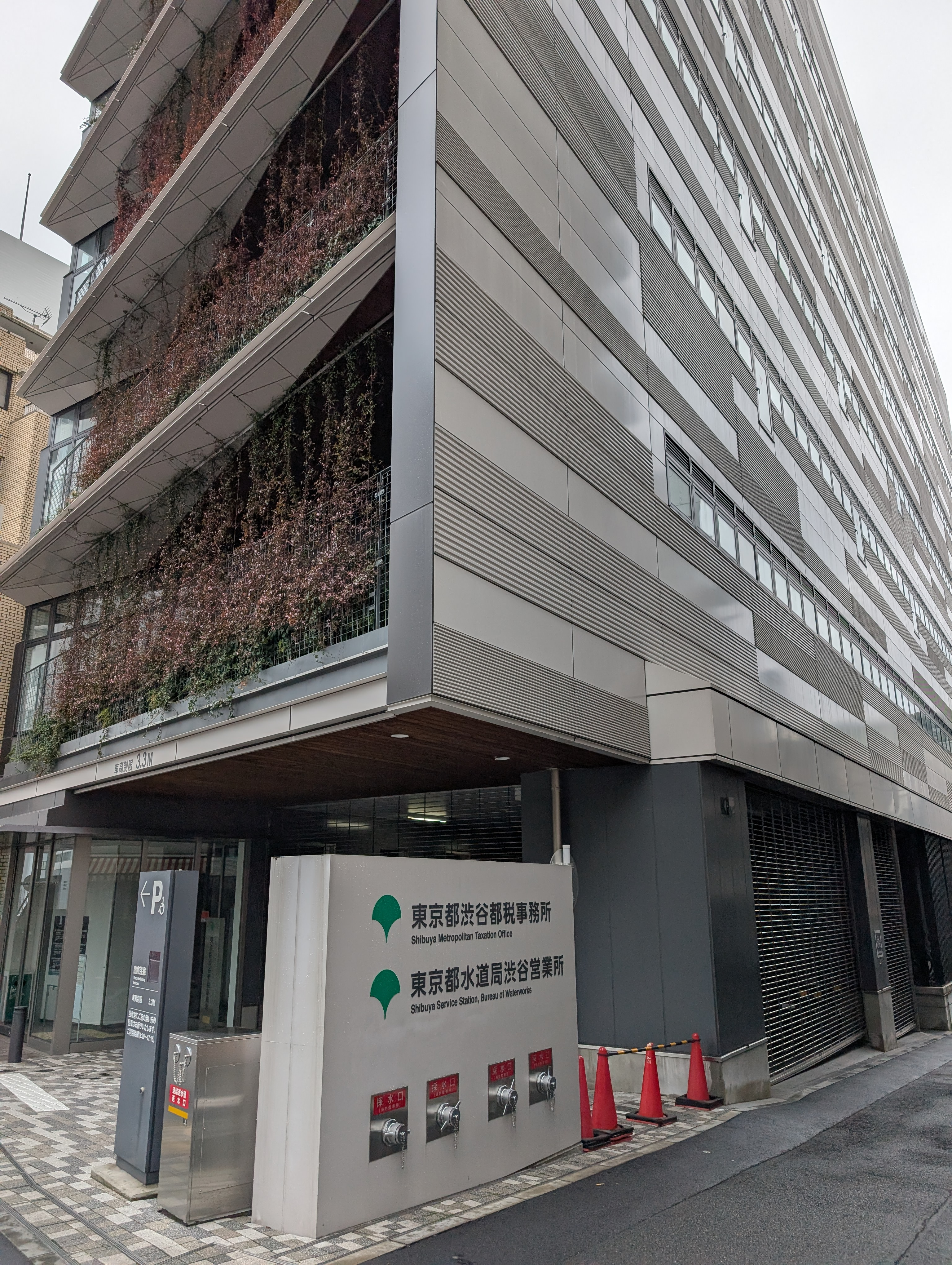
東京都渋谷都税事務所

    - 計画課、課税指導課、法人課税指導課、調査査察課

  - 資産税部
    - 計画課、固定資産税課、固定資産評価課

  - 徴収部
    - 計画課、徴収指導課、納税推進課、個人都民税対策課、機動整理課

  - 都税事務所（25）
  - 都税総合事務センター
  - 自動車税事務所（5）

## 政策連携団体
- 公益財団法人東京税務協会[1]

## マスコットキャラクター
- タックスタクちゃん